# Dialekt czesko-morawski

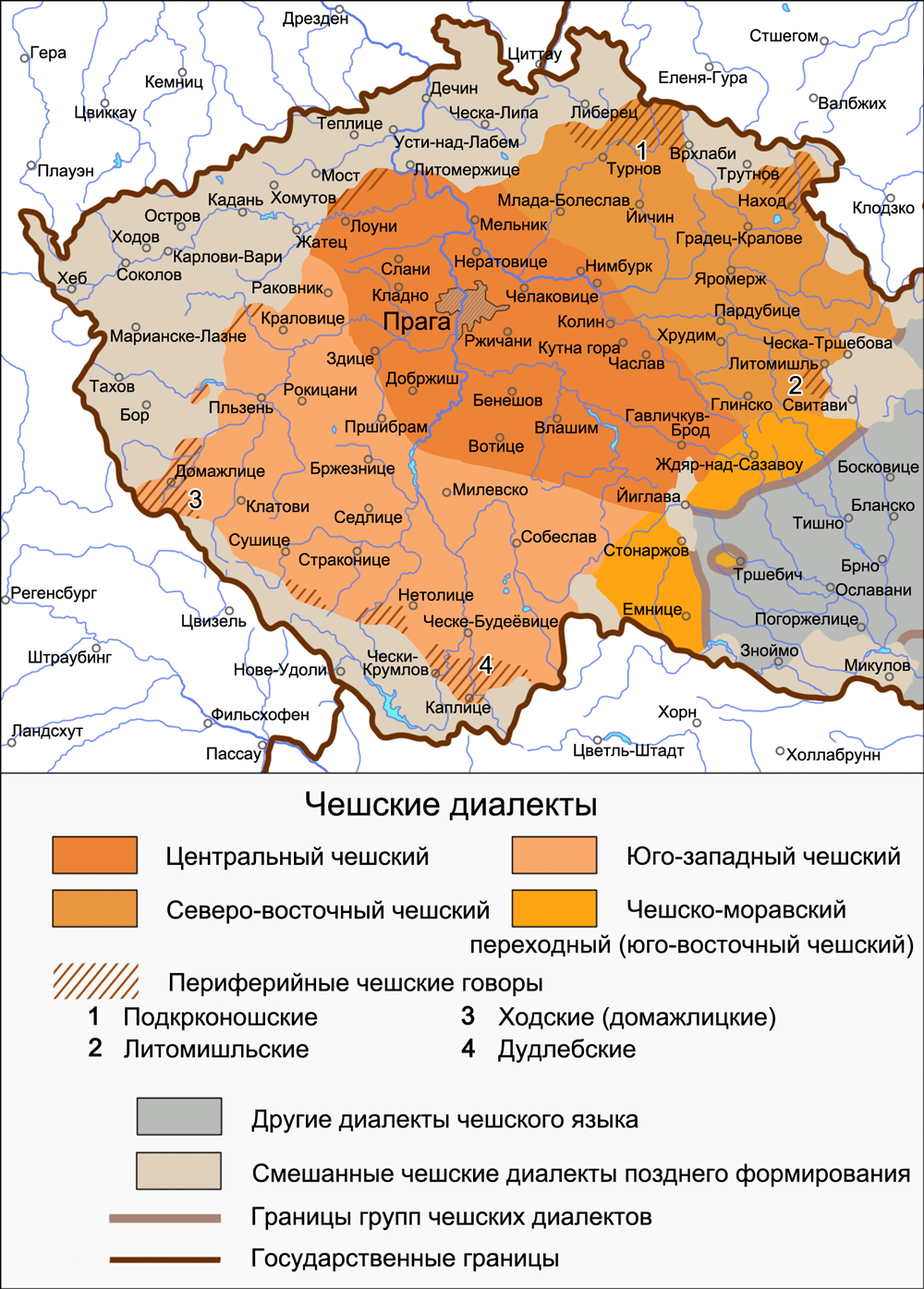
Mapa dialektów czeskich właściwych, dialekt czesko-morawski jest położony w południowo-wschodniej części tego obszaru.

Dialekt czesko-morawski lub dialekt południowoczeski (cz. jihovýchodočeska podskupina, českomoravské nářečí) – jeden z czterech dialektów czeskich właściwych obok dialektu wschodnioczeskiego, zachodnioczeskiego i środkowoczeskiego. Zajmuje obszar pogranicza Czech i Moraw.

## Cechy językowe
Dialekt czesko-morawski jest typu przejściowego z racji swojego położenia na pograniczu obszarów dialektów czeskich właściwych i dialektów morawskich, w szczególności dialektu hanackiego (środkowomorawskiego).
Do szczególnych cech fonetycznych gwar czesko-morawskich można zaliczyć:
- krótkie samogłoski w słowach typu mak, blato wobec mák, bláto w pozostałych gwarach czeskich właściwych, co łączy dialekt czesko-morawski z obszarem morawskim[4],
- zachowanie grupy šč, która w pozostałych dialektach czeskich właściwych dała šť[4].

Do charakterystycznych cech morfologii gwar czesko-morawskich należą:
- końcówka -í w 3. os. l. mn. czasowników na -ím, -íš, np. mluví, chodí[5] wobec typowego dla dialektów wschodnio- i środkowoczeskich mluvjej, choďej,
- rozkaźniki typu noš, ježďi[5], a w liczbie mnogiej pošlime, pošlite[4] (wobec literackich nos, jezdi, pošleme, pošlete),
- nieodmienny przymiotnik dzierżawczy, np. mužovo bratr, po mužovo straňe, co stanowi nawiązanie do gwar zachodnioczeskich[5],
- podobieństwo końcówek odmiany miękko- i twardotematowej, np. ulica-ulicu jak žena-ženu[4] wobec literackich i typowych dla pozostałych dialektów czeskich właściwych ulice-ulici i žena-ženu,
- rzeczowniki na -s, -z, -l odmieniają się miękko, np. na vozi, v lesi, ve stodoli[4].